# Фиалетти, Одоардо
Одоа́рдо Фиале́тти (итал. Odoardo Fialetti, 18 июля 1573, Болонья — 1637 или 1638, Венеция) — итальянский рисовальщик, живописец и гравёр периода маньеризма.

## Биография и творчество
После ранней смерти отца, «Доктора Одоардо» (Dottore Odoardo), мальчика доверили старшему брату, который направил его в частную школу художника Джованни Баттиста Кремонини. В возрасте девяти лет Одоардо последовал за своим родственником в Падую, а затем в Венецию, где обучался в мастерской Тинторетто. Вероятно, совершенствовал своё обучение в Риме.
С 1604 по 1612 год Одоардо Фиалетти числился членом венецианского «Братства живописцев» (Fraglia dei Pittori). В Венеции он написал алтарный образ Святой Агнессы для церкви Сан-Никола-да-Толентино и сцены из жизни святого Доминика для сакристии церкви Санти-Джованни-э-Паоло.
Из живописных работ художника сохранились немногие, но они показывают, что, усвоив уроки престарелого Тинторетто, Фиалетти испытывал влияние «эмилианского искусства» (провинции Эмилия-Романья), в частности Пармиджанино, Карраччи, а также стиля Якопо Бассано. Поэтому его живопись представляет собой синтез венецианской и болонской школ.
Намного значительнее для истории искусства его деятельность в качестве художника-офортиста. Сохранилось около 240 офортов, созданных как по собственным рисункам мастера, так и по оригиналам других художников. Темы варьируются от религиозных до гротескных и мифологических. Графические работы Фиалетти использовали в качестве образцов орнаменталисты, резчики по дереву и другие мастера декоративного искусства. Даже в XIX веке его орнаментальные мотивы воспроизводились на керамике Невера во Франции.
Известностью в своё время пользовался трактат Одоардо Фиалетти «Истинный способ и порядок рисования всех частей и конечностей человеческого тела» (Il vero modo et ordine per dissegnar tutte le parti et membra del corpo humano), впервые опубликованный в 1608 году.

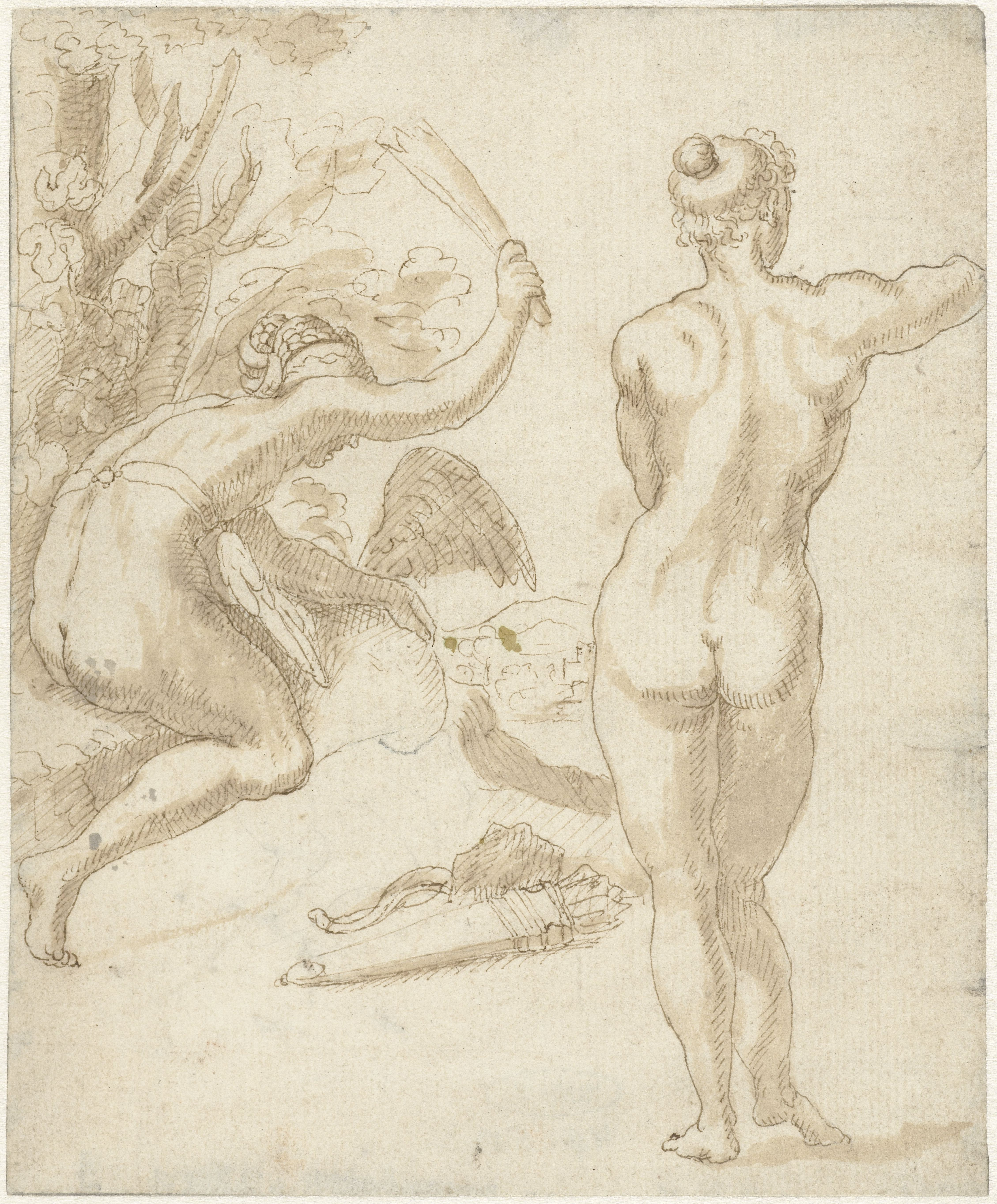
Венера, Амур и обнажённая фигура. Бумага, перо, тушь. Ок. 1600 г. Рейксмюсеум, Амстердам
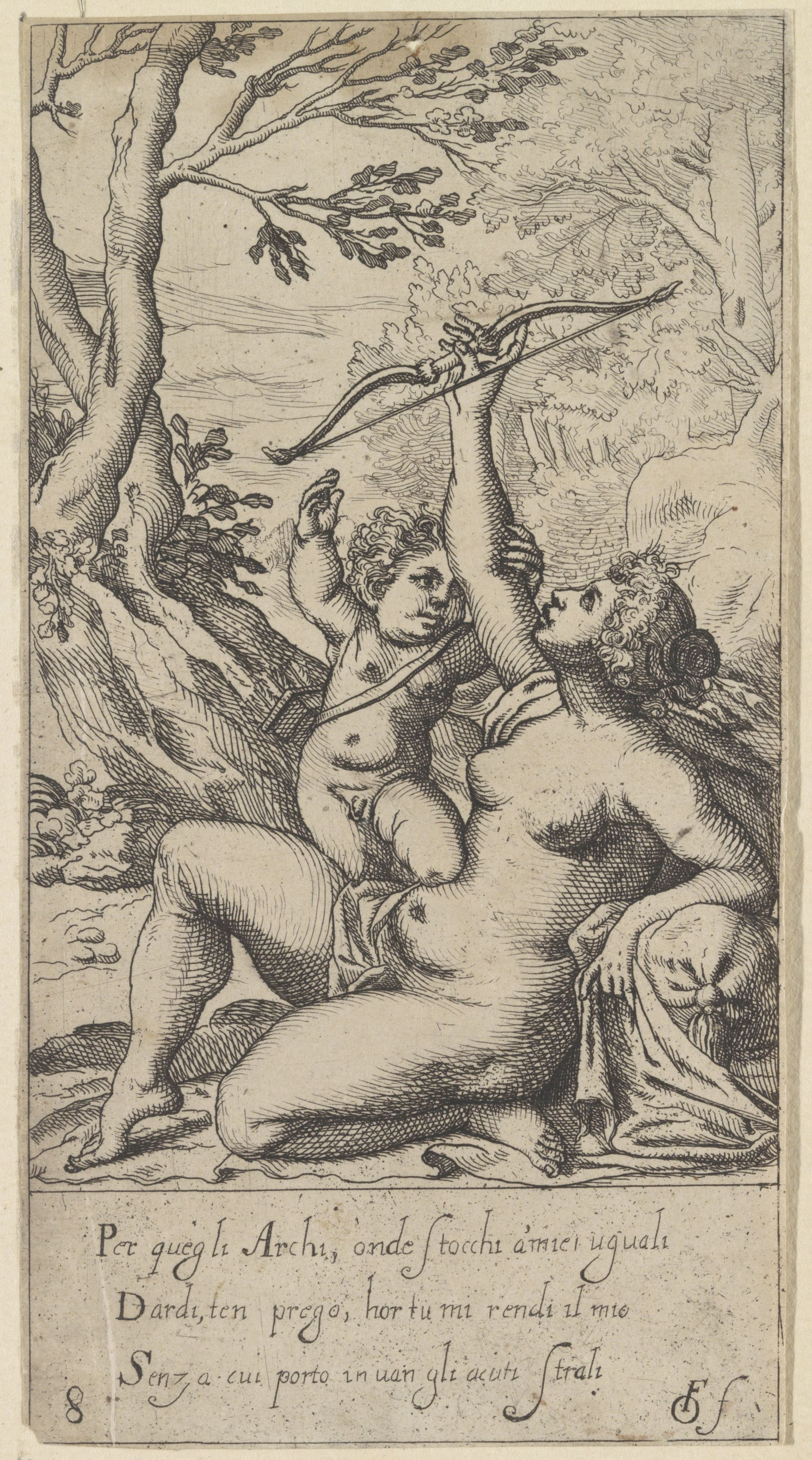
Амур просит у Венеры лук. 1617. Офорт
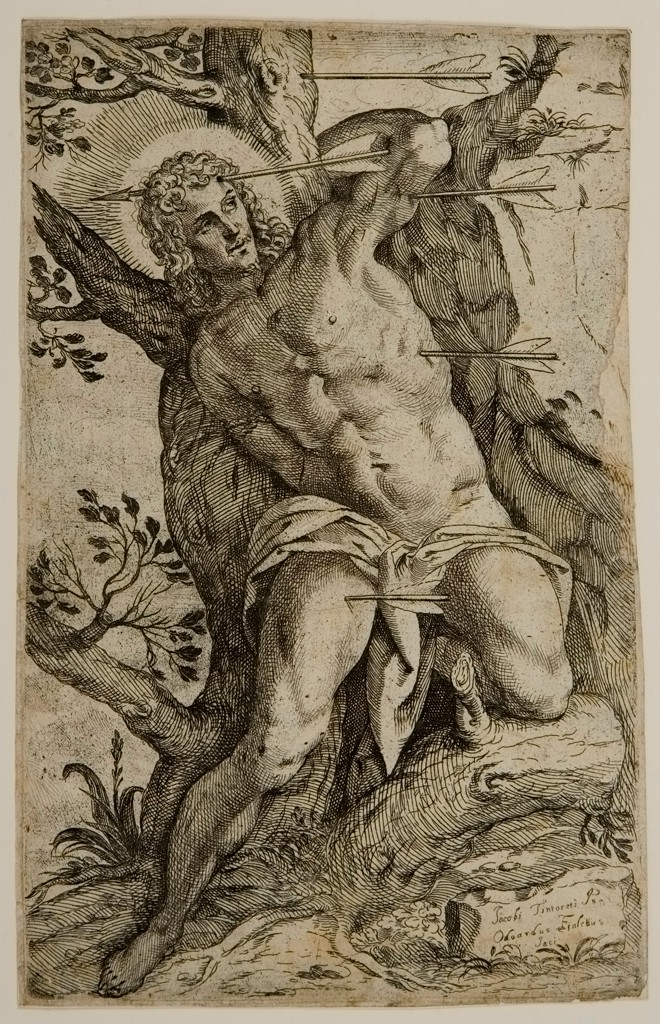
Святой Себастьян. Ок. 1630 г. Офорт
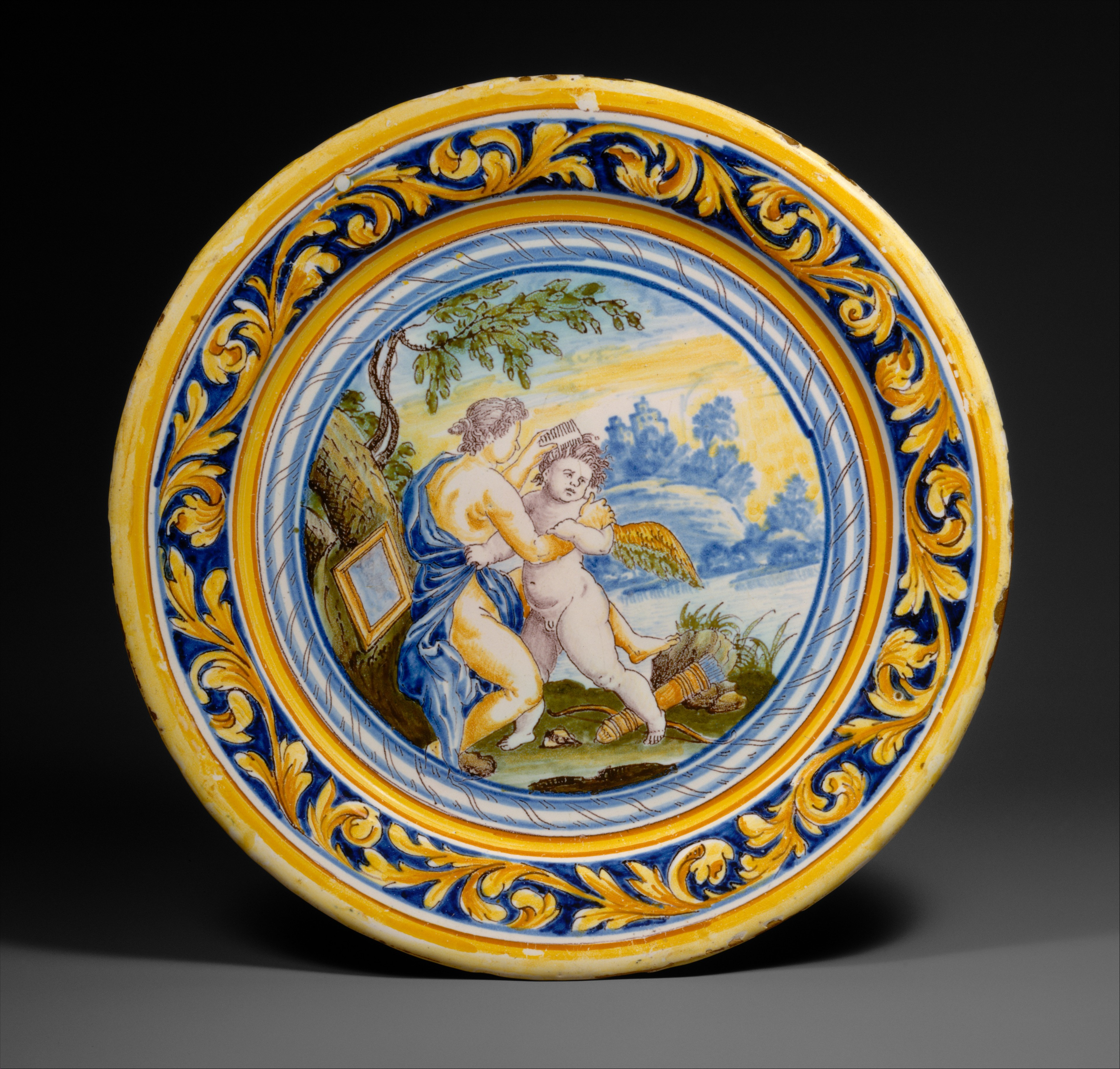
Роспись тарелки по рисунку О. Фиалетти. 1650-е гг. Фаянс. Невер, Франция. Метрополитен-музей, Нью-Йорк